# Chiswick Bridge
Chiswick Bridge är en bågbro i armerad betong som sträcker sig över floden Themsen i västra London. Bron togs i bruk 3 juli 1933 och förbinder Chiswick i London med Richmond i Surrey. Bron är välkänd för sin närhet till slutpunkten av The Championship Course, sträckan av Themsen som används för båttävling och andra roddevenemang.

## Historik
Byarna Chiswick och Mortlake, cirka 9,7 km väster om centrala London på de norra och södra stranden av Themsen, hade förenats med en färja sedan åtminstone 1600-talet. Båda områdena var glest befolkade, så det fanns liten efterfrågan på en fast överfart vid den tiden.
Med tillkomsten av järnvägar och Londons tunnelbana på 1800-talet blev det praktiskt och överkomligt att pendla till London och befolkningen i Chiswick och Mortlake växte snabbt. År 1909 lades Great Chertsey Road-planen, som föreslog att bygga en ny stor väg från Hammersmith, sedan i utkanten av London, till Chertsey, 29 km väster om centrala London, förbi städerna Kingston och Richmond. Systemet övergavs dock av kostnadsskäl och skillnad mellan olika berörda parter om det exakta läget för vägen.
Efter första världskriget fortsatte befolkningen i västra Londons förorter att växa, tack vare förbättrade järnvägsförbindelser och ökat bilägande. År 1925 sammankallade Transportministeriet en konferens mellan Surrey och Middlesex Landsting i syfte att nå en lösning på trängselproblemet, och Great Chertsey Road-planen återupplivades. År 1927 godkände Royal Commission on Cross-River Traffic planen för att lindra den då kroniska trafikstockningen på de befintliga, mestadels smala, gatorna i området och på de smala broarna vid Richmond Bridge, Kew och Hammersmith. Transportministeriet gick med på att betala stora subventioner till kostnaden.
En ny huvudväg, nu väg A316, gavs kungligt medgivande den 3 augusti 1928, och byggnationen började 1930. Byggandet av vägen krävde att två nya broar skulle byggas, vid Twickenham och Chiswick. Förslaget godkändes 1928 och byggnationen påbörjades samma år. Bron, tillsammans med den nybyggda Twickenham Bridge och den ombyggda Hampton Court Bridge, öppnades av Edward, Prince of Wales den 3 juli 1933, och färjetrafiken stängdes permanent.

## Konstruktion

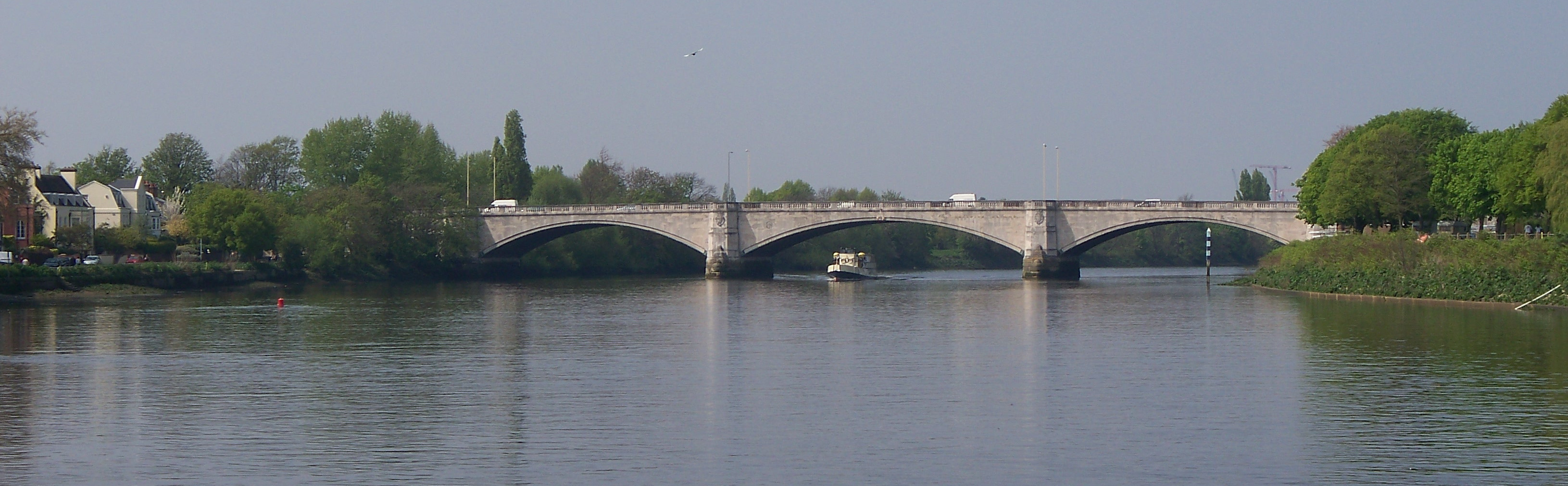
Chiswick Bridges tre centrala valv spänner över floden; de två andra valven spänner över de upphöjda dragvägarna.

Den nya bron konstruerades i armerad betong av arkitekten Sir Herbert Baker och ingenjören Alfred Dryland, med ytterligare bidrag från Considère Constructions, då Storbritanniens ledande specialist inom konstruktioner av armerad betong.
Bron har betongfundament som stödjer en femvalvig cellulär armerad betongöverbyggnad. Däcket stöds av ett dolt galler av pelare och balkar som reser sig från den välvda strukturen. Strukturen är byggd av 3 400 ton av portlandskalksten, förutom under bågarna. Bron är 185 m lång och bär två 4,6 m breda gångvägar och en 12 m bred körbana. När den byggdes var den 46 meter långa centrala spännvidden det längsta betongspannet över Themsen.
Ovanligt för en Themsenbro är det bara tre av Chiswick Bridges fem spann som korsar floden; de kortare spännvidderna i varje ände av bron korsar de tidigare dragvägarna. För att tillåta tillräckligt utrymme för industripråmar men samtidigt undvika branta sluttningar, är infartsvägarna upphöjda på vallar.
Bron byggdes av Cleveland Bridge & Engineering Company till en kostnad av 208 284 GBP (cirka 15 731 000 GBP 2023). Ytterligare kostnader för att bygga infartsvägarna och köpa mark gav den totala projektkostnaden till 227 600 GBP (cirka 17 190 000 GBP 2023). Transportministeriet betalade 75 procent av kostnaden, medan Surrey och Middlesex landsting betalade resten.
Bron mottogs överlag väl. Country Life berömde konstruktionen som "att spegla i sin allmänna design den 1700-tals palladisk tradition av Lord Burlingtons berömda villa i Chiswick".

## Chiswick Bridge idag

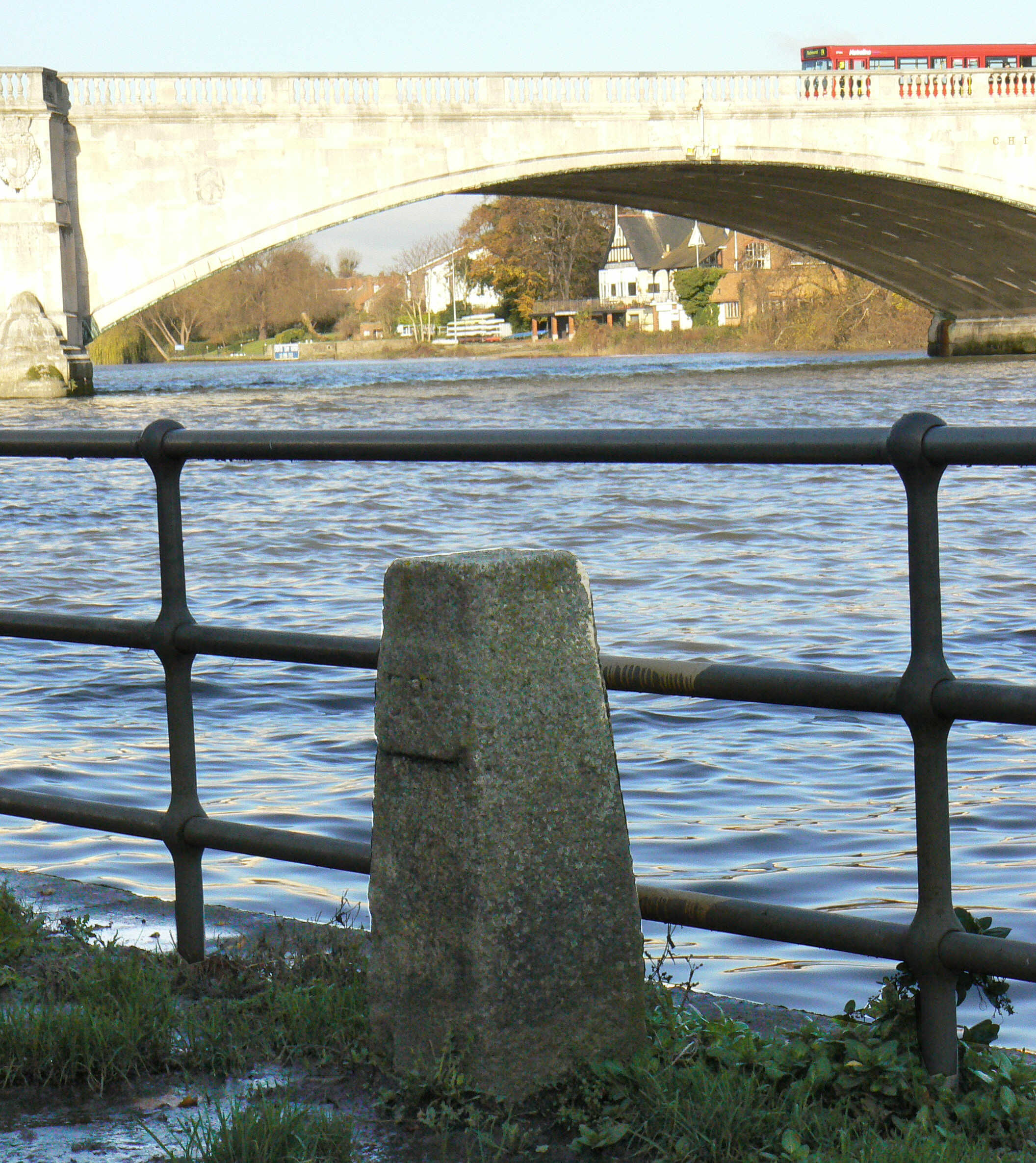
Båtbanans mållinjesten.

Chiswick Bridge är en viktig transportväg och den åttonde mest trafikerade av Londons 20 vägbroar över Themsen. Det är möjligen mest känt för sin närhet till mållinjen på The Championship Course, sträckan av Themsen som används för båttävlingar och andra roddevenemang. En University Boat Race Stone på södra stranden, en stadsvall, vetter mot en ljust målad Cambridge och Oxford blå träobelisk. Detta är slutet på banan – 110 m öster om bron.